# Els autèntics
Els autèntics (títol original: Stay Hungry) és una pel·lícula dels Estats Units de Bob Rafelson del 1976. Ha estat doblada al català.
Arnold Schwarzenegger va guanyar un Globus d'Or al millor actor debutant per la seva interpretació de Joe Santo, un bodybuilder austríac que es prepara per al títol de Mr. Univers. Tècnicament, aquest no és pas el seu primer paper, perquè va actuar a Hèrcules a Nova York l'any 1969 i a The Long Goodbye, una pel·lícula de Robert Altman estrenada l'any 1973. És tanmateix la primera vegada que se sent la seva veu en una pel·lícula, perquè va ser doblat a Hèrcules i interpreta un personatge sord i mut a The Long Goodbye.

## Argument
Joe Santo ha de conciliar el seu entrenament pel títol de Mr. Univers amb la seva vida en societat. Paral·lelament, Craig Blake, agent immobiliari, s'interessa en el rescat del seu club d'entrenament i enamora de l'antiga amant de Joe.

## Repartiment
- Jeff Bridges: Craig Blake
- Sally Field: Mary Tate Farnsworth
- Arnold Schwarzenegger: Joe Santo
- R. G. Armstrong: Thor Erickson
- Robert Englund: Franklin
- Helena Kallianotes: Anita
- Roger E. Mosley: Newton
- Woodrow Parfrey: Oncle Albert
- Scatman Crothers: William
- Kathleen Miller: Dorothy Stephens
- Fannie Flagg: Amy
- Joanna Cassidy: Zoe
- Richard Gilliland: Hal
- Mayf Nutter: Packman
- Ed Begley Jr.: Lester

## Al voltant de la pel·lícula
La pel·lícula va ser rodada a Birmingham (Alabama) i a Country Club of Birmingham - 1 New Country Club Road de Birmingham

## Premis i nominacions
- 1977: Globus d'Or al millor actor debutant per Arnold Schwarzenegger